# BIGBANG JAPAN DOME TOUR 2014 ~ 2015 “X”
BIGBANG JAPAN DOME TOUR 2014 ~ 2015 “X”는 빅뱅의 다섯 번째 일본 투어이자 두 번째 돔 투어이다. 이 투어는 2014년 11월 15일 나고야에서 첫 공연 되어, 2015년 1월 18일 오사카에서 막을 내렸다. 또한 빅뱅은 이 투어로 2년 연속 돔 투어를 가진 최초의 외국인 가수로 기록 되었으며, 2014년 한해동안 그들은 투어를 통해 100만명의 관객수를 동원했다. 마이클 잭슨, 브리트니 스피어스, 마돈나, 제니퍼 로페즈, 크리스티나 아길레라 등 세계적인 아티스트의 투어를 담당한 공연 기획자인 제이미 킹과 에미넴, 크리스 브라운, 릴 웨인 등의 투어 등에서 활약한 음악 감독 길 스미스 2세가 이끄는 백 밴드 등 세계적인 스탭들이 참여했다.

## 스탭

### 메인
- 주최 : 에이벡스 그룹, YG 엔터테인먼트
- 총괄 프로듀서 : 양현석 (YG 엔터테인먼트), 맥스 마츠우라 (에이벡스 그룹)
- 제네럴 프로듀서 : 쿠로이와 타츠미 (에이벡스 그룹)
- 투어 프로듀서 : 베네노
- 투어 감독 : 제이미 킹
- 스타일리스트 – 최유니, 김미경, 샤론박
- 헤어 :"김태균, 백상희, 이소연
- 메이크업 : 김윤경, 신미숙, 이희준
- 조명 감독 : 로이 베넷
- 댄서 : HI-TECH, CRAZY 댄스팀

### 밴드
- 빅뱅 (G-Dragon, T.O.P, 태양, 대성, 승리) ; 리드 보컬
- 길 스미스 2세 (음악 감독/키보드 1)
- Omar Dominick (AMD/베이스)
- Dante Jackson (키보드 2)
- Justin Lyons (기타)
- Bennie Rodgers II (드럼)
- Adrian "AP" Porter (프로 툴즈 프로그래머)

## 투어 일정
| 날짜             | 도시     | 장소                | 국가 | 오프닝 게스트 | 관객 수               |
| ---------------- | -------- | ------------------- | ---- | ------------- | --------------------- |
| 2014년 11월 15일 | 나고야시 | 나고야 돔           | 일본 | IKON          | 통산 81,000명         |
| 2014년 11월 16일 | 나고야시 | 나고야 돔           | 일본 | IKON          | 통산 81,000명         |
| 2014년 11월 20일 | 대판     | 쿄세라 돔 오사카    | 일본 | IKON          | 통산 200,000명        |
| 2014년 11월 21일 | 대판     | 쿄세라 돔 오사카    | 일본 | IKON          | 통산 200,000명        |
| 2014년 11월 22일 | 대판     | 쿄세라 돔 오사카    | 일본 | IKON          | 통산 200,000명        |
| 2014년 11월 23일 | 대판     | 쿄세라 돔 오사카    | 일본 | IKON          | 통산 200,000명        |
| 2014년 12월 6일  | 복강     | 후쿠오카 Pay Pay 돔 | 일본 | IKON          | 통산 80,000명         |
| 2014년 12월 7일  | 복강     | 후쿠오카 Pay Pay 돔 | 일본 | IKON          | 통산 80,000명         |
| 2014년 12월 20일 | 찰황     | 삿포로 돔           | 일본 | IKON          | 통산 40,000명         |
| 2014년 12월 25일 | 동경     | 도쿄 돔             | 일본 | IKON          | 통산 150,000명        |
| 2014년 12월 26일 | 동경     | 도쿄 돔             | 일본 | IKON          | 통산 150,000명        |
| 2014년 12월 27일 | 동경     | 도쿄 돔             | 일본 | IKON          | 통산 150,000명        |
| 2015년 1월 16일  | 대판     | 쿄세라 돔 오사카    | 일본 | IKON          | 통산 150,000명        |
| 2015년 1월 17일  | 대판     | 쿄세라 돔 오사카    | 일본 | IKON          | 통산 150,000명        |
| 2015년 1월 18일  | 대판     | 쿄세라 돔 오사카    | 일본 | IKON          | 통산 150,000명        |
| 합계             | 합계     | 합계                | 합계 | 합계          | 701,000/701,000(100%) |

## 세트 리스트
- Opening VCR -
- FANTASTIC BABYJapanese Ver.
- TONIGHTJapanese Ver.
- STUPID LIAR

- Ment -
- BLUEJapanese Ver.
- Haru Haru
- ガラガラ GO!!
- Top Of The World + Number 1

- Ment -
- 뻑이가요 (GD&TOP)
- HIGH HIGH (GD&TOP)
- BAD BOYJapanese Ver.
- Tell Me Goodbye

- 3D Graphic Show -
- CAFE
- 거짓말
- LOVE SONG

- Band Session -
- GOOD BOY (GD X TAEYANG)
- HANDS UPJapanese Ver.
- FEELINGJapanese Ver.

- Ment -
- MY HEAVEN
- 声をきかせて (목소리를 들려줘)

- Encore -
- 마지막 인사

- Ment -
(* DJing Performance (승리 Solo)
- STRONG BABY
- DOOM DADA
- RINGA LINGA
- CROOKED
- LOOK AT ME,GUISUN)

-Double Encore-
- FANTASTIC BABYJapanese Ver.